# 胡儉雷
胡儉雷（1957年—）是中國武術家，孙氏太极拳第三代传人，師從胡俭珍與孙剑云。

## 生平
出生於沙河。1972年，開始隨遠房族兄、孙禄堂弟子胡俭珍學習國畫，後在胡俭珍勸說下習太極拳。1979年，又獲孫祿堂女兒孫劍雲的指導。1979年，開始在沙河開辦孙氏太极拳培训班。1996年在孫劍雲協助下成立沙河市孙氏太极拳研究会，並擔任會長。
2010年移居上海。2016年，被首届三亚世界太极拳文化节组委会选为百名太极拳名家。2018年，入选河北省第五批非物质文化遗产项目代表性传承人。

## 獲獎
- 2009年，在第四届香港国际武术比赛上獲得“名人名家功夫展示”金奖[6]。